# Lolita Go Home
| Оценки критиков | Оценки критиков |
| Источник        | Оценка          |
| --------------- | --------------- |
| Allmusic        | [ 1 ]           |

Lolita Go Home — студийный альбом Джейн Биркин, выпущенный в 1975 году. Половина песен было написано Сержем Генсбуром (музыка) и Филиппом Лабро (слова). Другая половина альбома — старые музыкальные стандарты. «Rien pour rien» использует ту же мелодию, что и «Le Cadavre Exquis» Сержа Генсбура (1975).

## Список композиций
Музыка Сержа Генсбура, слова Филиппа Лабро; кроме отмеченных
1. «Lolita Go Home» (3:08)
2. «What Is This Thing Called Love?» (2:28) (Музыка и слова Коула Портера)
3. «Bebe Song» (2:41)
4. «Where or When[англ.]» (3:20) (Музыка Ричарда Роджерса, слова Лоренца Харта)
5. «Si ça peut te consoler»
6. «Love for Sale» (3:41) (Слова и музыка Коула Портера)
7. «Just Me and You» (2:45)
8. «La fille aux claquettes» (2:34) (Слова и музыка Сержа Генсбура)
9. «Rien pour rien» (3:06)
10. «French Graffiti» (2:44)
11. «There's a Small Hotel[англ.]» (3:05) (Музыка Ричарда Роджерса, слова Лоренца Харта)

## Участники записи
- Джейн Биркин — вокал
- Жан Пьер-Сабар — аранжировки, дирижёр
- Жан-Клод Клавьер — звукорежиссёр
- Фрэнсис Джакобетти — фотография